# Квандт, Иоганн Готтлоб фон
Иоганн Готтлоб фон Квандт (нем. Johann Gottlob von Quandt; 9 апреля 1787, Лейпциг, — 19 июня 1859, Дрезден) — немецкий историк искусства, коллекционер и меценат.
В 1811 году путешествовал по Италии, результатом чего стала книга «Streifereien im Gebiete der Kunst» (Лпц., 1819); много путешествовал и позже.
В 1815 году на чердаке церкви Святого Фомы нашёл 4 картины кисти Лукаса Кранаха Старшего.
Лейпцигский художественный музей обязан Квандту большинством своих картин старогерманских художников.
Квандт переписывался с Гёте.
Из других трудов Квандта важнейшие: «Entwurf zu einer Geschichte der Kupferstecherkunst» (1826); «Briefe aus Italien» (1830); «Nippes von einer Reise nach Schweden» (1843); «Verzeichniss meiner Kupferstichsammlung als Leitfaden zur Geschichte der Kupferstecherkunst und Malerei» (1873).